# Jürgen Mehrtens
Jürgen Mehrtens (* 7. April 1912 in Delmenhorst; † 15. April 2003 in Lübeck) war ein deutscher Jurist und Oberstadtdirektor von Delmenhorst.

## Leben
Jürgen Mehrtens wurde 1912 als Sohn eines Lehrers in Delmenhorst geboren, wo er seine Schulzeit  auf der Knabenschule am Kirchplatz und an der Oberrealschule verbrachte. Nach seinem Abitur studierte Mehrtens an der Georg-August-Universität in Göttingen Rechts- und Staatswissenschaften. Im Sommersemester 1931 trat er hier in die Burschenschaft Holzminda ein. Weiteres Studium in München, Referendarszeit in Celle und Berlin, Tätigkeit als Referent im Oberlandesgerichtsbezirk Oldenburg. Sein Arbeitsleben begann er in Berlin bei der Preußischen Bau- und Finanzdirektion. Er nahm am Zweiten Weltkrieg, in welchem er mehrfach verwundet wurde, als ranghoher Offizier teil.
1947 kehrte er nach Delmenhorst zurück und trat in die Stadtverwaltung ein. Von 1952 bis 1969 war Mehrtens Stadtdirektor von Delmenhorst, anschließend bis zu seiner Pensionierung 1977 Oberstadtdirektor. Bis 1979 ging er seiner Arbeit als Schulvorsteher der oldenburgischen Verwaltungsschule nach.
Auch nach seiner Pensionierung war er in führenden Positionen in vielen Verbänden und Vereinen tätig. Er war unter anderem Vorsitzender der Arbeitsgemeinschaft der Freien Wohlfahrtsverbände, Kreisvorsitzender im Volksbund Deutsche Kriegsgräberfürsorge, DRK-Kreisverbandschef und Vorsitzender des Kontaktkreises zwischen Militär und Zivil-Stellen. Weiterhin war er Vorsitzender der Arbeitsgemeinschaft der Heimatvereine in der Oldenburgischen Landschaft, Mitbegründer der Arbeitsgemeinschaft Grüne Küstenstraße, 30 Jahre Vorsitzender der Verkehrswacht Delmenhorst, 20 Jahre beim Verkehrsverein und Gildemeister der St.-Polycarpus-Gilde. Seit dem Jahr 1963 engagierte er sich im Rotary-Club Delmenhorst.

## Ehrungen
- 1977 Bundesverdienstkreuz am Bande
- 1991 Bundesverdienstkreuz 1. Klasse
- 1991 ernannte ihn die Stadt Delmenhorst zu ihrem sechsten Ehrenbürger.[3]
- 2012 wurde die Jürgen-Mehrtens-Straße in Delmenhorst nach ihm benannt.[4]
- Die Bundeswehr verlieh ihm das Ehrenkreuz.

## Veröffentlichungen
- Delmenhorst. Delmenhorst, 1977.
- Delmenhorst im Wandel der Zeit. Delmenhorst. 1989.
- 300 Jahre Delmenhorster Markt. Delmenhorst, 1990.
- Wider den roten Hahn! Delmenhorst, 1995.
- Alt-Delmenhorst. Bilder, Erzählungen, Anekdoten. Delmenhorst, 1982.